# Girimarto (plaats)
Girimarto is een bestuurslaag in het regentschap Wonogiri van de provincie Midden-Java, Indonesië. Girimarto telt 2838 inwoners (volkstelling 2010).